# جون آمانو
جون آمانو (ژاپنی: 天野 純؛ زادهٔ ۱۹ ژوئیهٔ ۱۹۹۱) یک بازیکن فوتبال اهل ژاپن است. وی همچنین در تیم ملی فوتبال ژاپن بازی کرده‌است.
از باشگاه‌هایی که در آن بازی کرده‌است می‌توان به باشگاه فوتبال یوکوهاما مارینوس اشاره کرد.